# Mikael Foslie

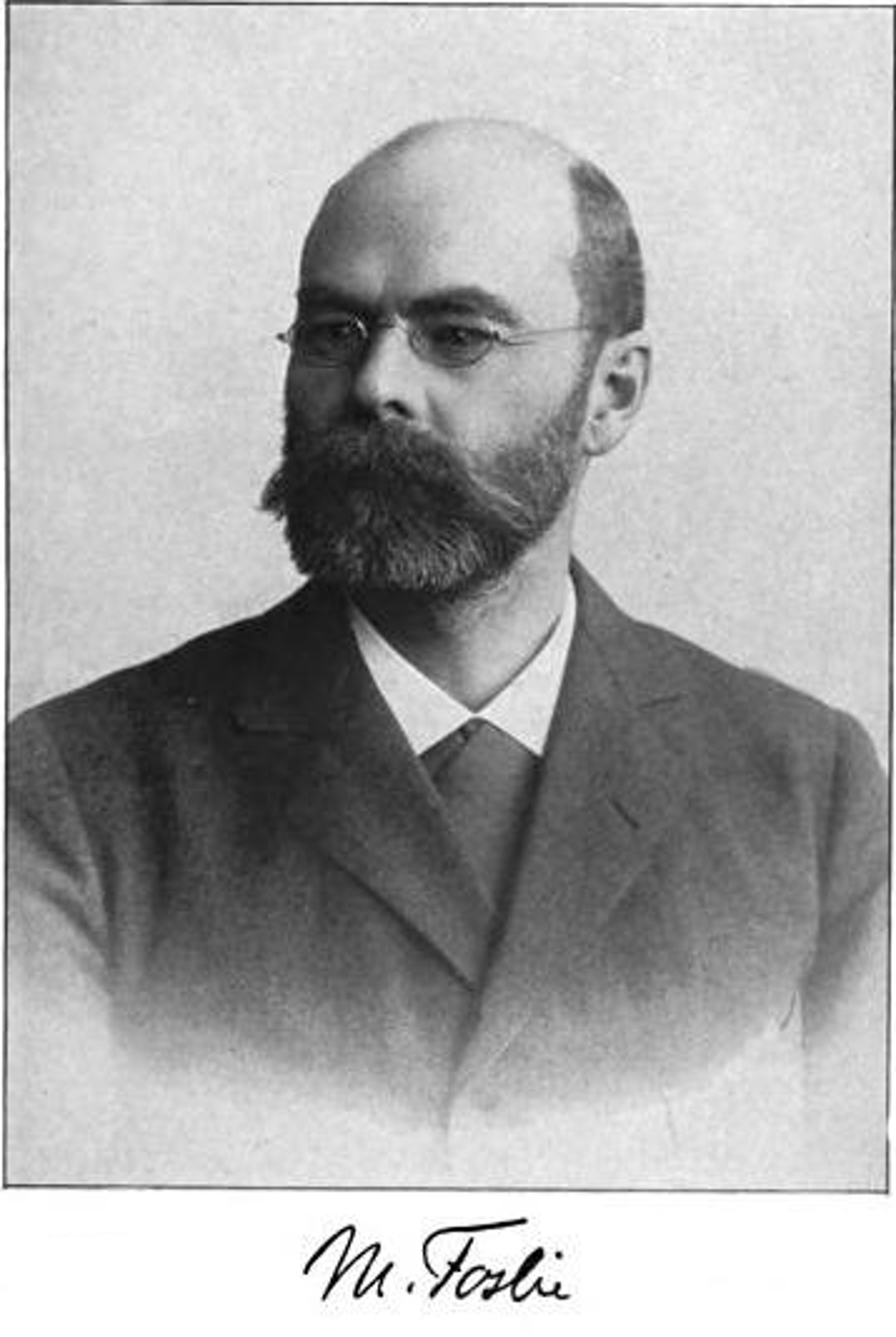
Mikael Foslie ca. 1911

Mikael Heggelund Foslie, född 1855, död 1909, var en norsk botaniker och algerolog.
Foslie ägnade sig först åt handelsrörelse, var därefter telegraftjänsteman men drog snart över till botaniken och blev 1885 konservator vid museet i Tromsø. 1892 blev han konservator vid Videnskabsselskabet i Trondheim. Foslie har utgett ett stort antal arbeten över havsalgernas systematik och som erkänd auktoritet, särskilt på kalkalgernas område, gjort bestämningar av dylikt material från flera vetenskapliga expeditioner.